# 鎮北門門額
鎮北門門額是清朝臺灣府城的設置14座城門之一的鎮北門的門額，乾隆、道光年間各有一方門額留存至今。小北門在明治四十四年（1911）左右，因應市區改正計畫，其城門、城垣一起遭到拆除。後國立成功大學於1980年新建學生活動中心時，出土乾隆時期鎮北門額殘碑。但門額出土時，即已殘缺，僅存落款年代和「鎮」字清楚可見，「北」字則不完全。 該門額材質為花崗岩。尺寸縱59公分，橫103公分。

## 建造
康熙六十年（1721），朱一貴事件爆發，因府城無城門，使得朱一貴得以直搗而入，故雍正元年（1723）府城開始興築柵城，於東、北、南三面，分別設置七個城門，其中之一便為小北門。雍正十一年（1733），於城牆外加築荊竹，並於小北門、小南門各設大砲一座，此為府城具防護設施之始。
乾隆元年（1736），改建磚石城門，以大石堆堆砌，並於原城門上方增建城樓。乾隆二十四年（1749），知縣夏胡於外城植綠珊瑚。乾隆五十一年（1786），林爽文事件後，改以三合土做牆面，讓整體結構更為結實，並翻修加高舊城。道光十五年（1835），張丙之亂後，於小西門至鎮北門外擴建西外城，並於外城另開三門，鎮北門城外曰拱乾。
道光年間，張丙事件平定後，閩浙總督程祖洛上奏倡建府城外城等防禦工事，至道光十六年（1836），完成小北門等城門之月城修建。現存之完整三字「鎮北門」門額，即為此時期小北門的遺構，門額落款年（道光十六年），應為城門竣工年代。

## 拆除
1902年12月，臺南廳長山形脩人向臺灣總督府申請，說明先前既已獲得認可拆除小北門間約1.8公里城壁，目前正在著手中。1903年10月，臺灣陸軍經理部部長大野賢一郎向民政長官照會，請求同意無償撥用小北門經大北門至大東門間的城壁，作為永久兵營建築材料之用，1903年11月25日裁可。1911年7月11日，因應永久兵營需用磚材、石材，拆除原臺灣府城大、小北城，回收其磚材暨考棚石材予以使用，大、小北門之拆除工作由櫻井組承辦，現僅殘存土壘。1903年以後，府城城垣材料分別撥給臺南廳及臺灣陸軍經理部作為市區改正及永久兵營工程之用。自小北門起，順時鐘方向經大北門、小東門至大東門之城垣數軍部所有，明治四十四年（1911）左右，報紙記載到大、小北門已全數遭到拆除，作為永久兵營建築材料之用。

## 出土
1980年，於國立成功大學光復校區新建學生活動中心時，曾出土小北門「鎮北門」門額殘碑。該學生活動中心所在地為依第一期永久兵營計畫（1903-1908）興建的日軍步兵第二聯隊營舍及其周邊地區，藉由出土的門額殘碑，可作為日軍再利用府城城門城垣舊有材料之見證。該門額材質為花崗岩。尺寸縱33公分，橫59公分。原收藏於鄭成功文物館，現藏於臺南市政府文化局。並於2019年3月28日，被指定為文化資產之一般文物。
雖目前還未對門額本身進行深入研究，但本於其對府城歷史的重要性；在國立成功大學歷史學系教授的建議下，通過校務會議將其對外展出，以體現歷史文物親近、教育民眾的內涵。鎮北門門額在歷經一年後，分別通過歷史學系歷史文物館委員會、歷史學系系務會議和成大校園規劃委員會決議後，於2021年8月18日完成展示，現展示於國立成功大學歷史文物館前。雖殘缺尚未具有文化資產之古物身份，但對見證臺灣府城的發展與城防，不失其史料價值。

## 相關
- 臺灣府城
- 鎮北門

## 外部連結
- 鎮北坊 （页面存档备份，存于）

- 鎮北坊文化園區 （页面存档备份，存于）

- 清代臺灣城牆興築之研究 （页面存档备份，存于）

- 臺南府小北門？鳳山舊城北門？一張清朝城門風景照考察 （页面存档备份，存于）